# Joseph Julius Monsperger
Joseph Julius Monsperger (auch Joseph Julian Monsperger; * 17. Februar 1724 in Wiener Neustadt; † um 1788) war ein österreichischer römisch-katholischer Theologe und Hochschullehrer.

## Leben
Monsperger durchlief in Wien die höhere Gymnasialbildung. Er trat 1740 in den Jesuitenorden ein. Dort absolvierte er das Studium der Philosophie und Theologie. Das Studium schloss er als Doktor der Theologie und Doktor der Philosophie ab. 1764 trat er aus dem Jesuitenorden wieder aus und begab sich auf eine ausgedehnte Reise durch Italien und Deutschland. Als er um 1771 wieder nach Wien zurückgekehrt war, betrieb er weitere Studien und bereitete sich auf eine akademische Laufbahn vor.
Monsperger erhielt 1774 an der Universität Wien einen Lehrstuhl des Hebräischen und der morgenländischen Sprachen, 1775 bekam er die ordentliche Professur der Hermeneutik. Außerdem lehrte er dort das Alte Testament. 1788 wurde er in den Ruhestand versetzt. Kurz danach, wohl noch 1788, soll er gestorben sein.
Monsperger soll, so berichtet Constantin von Wurzbach, in seiner Zeit als Jesuit geheime Aufzeichnungen über die Beichte der österreichischen Herrscherfamilie, unter anderem von Maria Theresia, im Besitz der Oberen des Jesuitenordens entdeckt haben. Er habe sie in Rom Papst Clemens XIII. übergeben. Diese Begebenheit soll die Zustimmung der Habsburger zur Aufhebung des Jesuitenordens begünstigt haben.

## Werke (Auswahl)
- M. Chr. Reineccius aus Wasmuth und Opitz zusammengetragene hebräische und chaldäische Grammatik mit einigen Abänderungen, Wien 1774.
- Institutiones Hermeneuticae Sacrae Veteris Testamenti praelectionibus academicis accomodatae, Hörling, Wien 1776–1784.
- Compendium practicum institutionum Hermeneuticae sacrae Vet. Test. exhibitum in prophetia Haggaei secundum regulas et principia eiusdem Hermeneutices ac critices sacrae explanatae, Wien 1776.
- Assertiones ex utraque hermeneuticarum V. T. institutionum parte, Gerold, Wien 1777.